# إديث إس. سامبسون
إديث إس. سامبسون (بالإنجليزية: Edith S. Sampson) هي دبلوماسية وقاضية ومحامية أمريكية، ولدت في 13 أكتوبر 1898 في بيتسبرغ في الولايات المتحدة، وتوفيت في 8 أكتوبر 1979.

## وصلات خارجية
- إديث إس. سامبسون على موقع مونزينجر (الألمانية)